# Brand New
I Brand New (letteralmente: "Nuovi di zecca") sono un gruppo musicale statunitense formato dal cantante, chitarrista ed autore delle canzoni Jesse Lacey, dal chitarrista Vincent Accardi, dal bassista Garrett Tierney e dal batterista Brian Lane, in attività dal 2000 al 2018 e riunitosi successivamente a partire dal 2024.

## Storia
Il gruppo si è formato nel 2000 a Merrick, New York e parzialmente composto di ex-membri dei The Rookie Lot. I Brand New sono andati in tour con molti gruppi, tra i quali Thrice, Crime in Stereo, Dashboard Confessional e mewithoutYou.
All'inizio del 2006 si è aggiunto non ufficialmente il chitarrista Derrick Sherman, che ha contribuito nell'album The Devil and God Are Raging Inside Me, oltre ad essere presente nei tour ed apparizioni televisive
Finora la band ha prodotto cinque album di studio: Your Favorite Weapon (2001), Deja Entendu (2003), The Devil and God Are Raging Inside Me (2006), Daisy (2009) e Science Fiction (2017).

## Formazione
- Jesse Lacey – voce, chitarra, compositore
- Vincent Accardi – chitarra, voce secondaria
- Garrett Tierney – basso
- Brian Lane – batteria

## Discografia

### Album di studio
- 2001 - Your Favorite Weapon
- 2003 - Deja Entendu
- 2006 - The Devil and God Are Raging Inside Me
- 2009 - Daisy
- 2017 - Science Fiction

### EP
- 2002 - Brand New/Safety in Numbers Split EP
- 2003 - The Holiday EP

### Singoli
| Anno | Titolo                                  | Classifiche      | Classifiche | Classifiche | Etichetta            | Album                                  |
| Anno | Titolo                                  | U.S. Modern Rock | US Hot 100  | US Pop 100  | Etichetta            | Album                                  |
| ---- | --------------------------------------- | ---------------- | ----------- | ----------- | -------------------- | -------------------------------------- |
| 2002 | Jude Law and a Semester Abroad          | -                | -           | -           | Eat Sleep            | Your Favorite Weapon                   |
| 2003 | The Quiet Things That No One Ever Knows | 37               | -           | -           | Eat Sleep/Sore Point | Deja Entendu                           |
| 2004 | Sic Transit Gloria... Glory Fades       | -                | -           | -           | Sore Point           | Deja Entendu                           |
| 2006 | Sowing Season                           | -                | -           | -           | Interscope           | The Devil and God Are Raging Inside Me |
| 2007 | Jesus Christ                            | 30               | -           | -           | Interscope           | The Devil and God Are Raging Inside Me |
| 2007 | (Fork and Knife)                        | -                | 124         | -           | Interscope           | Non-album digital single               |

### Demo
- 2000 - First Four-Track Demo
- 2001 - Second Demo
- 2003 - Deja Entendu Demos
- 2006 - New Album Demos

### Compilation
- 2003 - Beer: The Movie - Flying at Tree Level (Version 1.0)

## Videografia
- 2002 - Jude Law and a Semester Abroad
- 2003 - The Quiet Things That No One Ever Knows
- 2003 - Sic Transit Gloria... Glory Fades
- 2006 - Senza titolo